# Johann Theodor Mosewius
Johann Theodor Mosewius (ur. 25 września 1788 w Królewcu, zm. 15 września 1858 w Szafuzie) – niemiecki śpiewak operowy, dyrygent i organizator życia muzycznego we Wrocławiu.
Rozpoczął studia prawnicze na Uniwersytecie Królewieckim, ale przerwał je by zająć się karierą śpiewaczą. Uczył się w swoim rodzinnym mieście m.in. u Friedricha Riela. Od 1805 został śpiewakiem operowym (bas) w teatrze królewieckim, śpiewając tam aż do przeprowadzki do Wrocławia, od 1810 role główne. Od 1814 był także reżyserem operowym. W 1811 występował gościnnie w Gdańsku i Berlinie, gdzie po raz pierwszy zainteresował się twórczością dawnych kompozytorów niemieckich. Latem 1816 przeniósł się do opery we Wrocławiu. Grał tu partie Osmina w Uprowadzeniu z seraju, Leporella w Don Giovannim oraz tytułową w Weselu Figara, a także Figara w Cyruliku sewilskim, Caspara w Wolnym strzelcu oraz ojca Laurentego w Romeo i Julii, w 1819 i 1822 brał udział w przedstawieniach w Wiedniu. W 1825 na tle konfliktu artystycznego z kierującym operą Biereyem zrezygnował z tej pracy, kończąc gościnnymi występami w Królewcu karierę śpiewaka zawodowego. W tymże roku założył Akademię Śpiewaczą (Singakademie) we Wrocławiu, jednocześnie utrzymując się z lekcji śpiewu i muzyki. W 1827 uzyskał posadę wykładowcy na Uniwersytecie Wrocławskim, w Królewskim Akademickim Instytucie Muzyki Kościelnej, w miejsce zmarłego właśnie F.W. Bernera. W 1829 został dyrektorem muzycznym uczelni, a od 1831 do śmierci kierował instytutem. Zaangażował się w promocję utworów dawnych kompozytorów niemieckich, zwłaszcza Bacha i Händla, głównie wykonując ich muzykę ze swoimi zespołami, ale także publikując w tej tematyce w gazetach. Promował także pieśni bardziej współczesnych twórców, w tym ballady Löwego.
Był organizatorem życia muzycznego we Wrocławiu, założycielem lub współzałożycielem różnych zespołów i towarzystw muzycznych, w tym w 1819 Verein für Kirchenmusik (Towarzystwo Muzyki Kościelnej), Liedertafel (1823). Zmarł w czasie podróży po Szwajcarii. 
Życie prywatne
W 1810 ożenił się ze śpiewaczką (sopran) z Królewca, Wilhelminą z d. Müller (zm. 1825), z którą miał pięcioro dzieci. Później ożenił się powtórnie, w trakcie pracy we Wrocławiu.
Uhonorowania
- W 1845 został członkiem berlińskiej Königlich Akademie der Künste[18]
- w 1850 otrzymał doktorat honoris causa Uniwersytetu Wrocławskiego[19]
- w 1850 nagrodzono go Orderem Orła Czerwonego IV klasy z okazji 25-lecia założonej przezeń Akademii Śpiewaczej[20]